# Pakatnamú (Perú)
Pakatnamu es una localidad de la costa norte peruana ubicada en el distrito de Guadalupe, provincia de Pacasmayo, de la Región La Libertad. La ciudad forma parte del valle agrícola de Jequetepeque.

## Geografía
Se encuentra en la costa norte peruana ubicada a unos a 120 km al norte de la ciudad de Trujillo, a unas 2 horas de viaje en autobús. Es una ciudad cálida en el valle del río Jequetepeque de la Región La Libertad, uno de los mayores productores de arroz en el país.

## Coordenadas
7°18′17.6″ S 79°28′35.9″ O a 35 m s. n. m.
- Datos: Q25414864